# Осниця (Словаччина)
Осниця (Osnica) — гірський масив в Словаччині; геоморфологічна підодиниця масиву Криванська Фатра. Найвища точка — Осниця (1363 метри).. Місце розташування — Жилінський край